# Hopelessly Devoted to You
"Hopelessly Devoted to You", skriven av John Farrar, är en sång ursprungligen framförd av Olivia Newton-John. Sången, som finns med i filmversionen av Grease, nominerades till en Oscar för bästa sång och förlorade till "Last Dance" på Oscarsgalan 1979.
År 1993 spelade Lotta & Anders Engbergs orkester in en cover på sången med text på svenska av Monica Forsberg som "Aldrig nånsin glömmer jag dig" på albumet Kärlek gör mig tokig. Denna textversion spelades 1998 även in av Carina Jaarneks orkester på albumet Under alla dessa år.
År 2003 spelade Jill Johnson in en cover på sången på sitt album "Roots and Wings".

## Övrigt
År 2007 sjöng Kristin Chenoweth "Hopelessly Devoted to You" i andra avsnittet av TV-serien Pushing Daisies.
År 2008 sjöng Alaina Whitaker "Hopelessly Devoted to You" i sjunde säsongen av American Idol.

## Listplaceringar
| Lista (1978-1979) | Position |
| ----------------- | -------- |
| Nederländerna     | 1        |
| Nya Zeeland       | 6        |
| Storbritannien    | 2        |